# فردریک نیمایر
 فردریک نیمایر (انگلیسی: Frédéric Niemeyer؛ زاده ۲۴ آوریل ۱۹۷۶) یک تنیس‌باز اهل کانادا است.